# Willerby (East Riding of Yorkshire)
Willerby – wieś w Anglii, w hrabstwie East Riding of Yorkshire. Leży 8 km na zachód od miasta Hull i 251 km na północ od Londynu. W 2001 miejscowość liczyła 8056 mieszkańców.